# Selenogyrus caeruleus
Selenogyrus caeruleus är en spindelart som beskrevs av Pocock 1897. Selenogyrus caeruleus ingår i släktet Selenogyrus och familjen fågelspindlar.
Artens utbredningsområde är Sierra Leone. Inga underarter finns listade i Catalogue of Life.